# Kamel Zouaghi
Kamel Zouaghi, né le 3 mai 1971, est un entraîneur tunisien de football.

## Carrière d'entraîneur
- juillet 2008-février 2009 : Kawkab de Marrakech (Maroc)
- février-juin 2009 : Olympique Club de Safi (Maroc)
- août 2009-juin 2011 : Avenir sportif de Kasserine (Tunisie)
- septembre-décembre 2011 : El Gawafel sportives de Gafsa (Tunisie)[1]
- janvier-mai 2012 : Étoile sportive de Béni Khalled (Tunisie)
- mai-août 2012 : Olympique de Béja (Tunisie)
- octobre-décembre 2012 : Espérance sportive de Zarzis (Tunisie)
- décembre 2012-mars 2013 : Olympique de Béja (Tunisie)[2]
- janvier-juin 2014 : Espoir sportif de Hammam Sousse (Tunisie)
- décembre 2014-mai 2015 : Kénitra Athlétic Club (Maroc)
- juin-décembre 2015 : Chabab Rif Al Hoceima (Maroc)[3]
- janvier-mars 2015-2016 : Avenir sportif de Kasserine (Tunisie)[4]
- septembre 2016-mai 2017 : Club sportif de Hammam Lif (Tunisie)[5]
- décembre 2017-juin 2018 : Kénitra Athlétic Club (Maroc)
- depuis septembre 2018 : Ittihad de Tanger (Maroc), adjoint